# Choachí (kommun)
Choachí är en kommun i Colombia.   Den ligger i departementet Cundinamarca, i den centrala delen av landet, 18 km öster om huvudstaden Bogotá. Antalet invånare är 11 165.